# Asteroschema monobactrum
Asteroschema monobactrum is een slangster uit de familie Asteroschematidae.
De wetenschappelijke naam van de soort werd in 1917 gepubliceerd door Hubert Lyman Clark.